# Poturje
Poturje (nemško Neuhaus an der Gail) je naselje v Občini Podklošter v Okraju Beljak-dežela na Koroškem v Avstriji.